# Eurithia armeniaca
Eurithia armeniaca là một loài ruồi trong họ Tachinidae.